# 黄前水库
黄前水库是中国山东省泰安市境内的一座水库，位于大汶河支流石汶河上，建于1961年。水库正常库容为5913万立方米，平均水深为7.50米，集雨面积为292平方千米，海拔为207米。